# Oxford (Arkansas)
Oxford is een plaats (city) in de Amerikaanse staat Arkansas, en valt bestuurlijk gezien onder Izard County.

## Demografie
Bij de volkstelling in 2000 werd het aantal inwoners vastgesteld op 642.
In 2006 is het aantal inwoners door het United States Census Bureau geschat op 650, een stijging van 8 (1,2%).

## Geografie
Volgens het United States Census Bureau beslaat de plaats een oppervlakte van
17,2 km², geheel bestaande uit land. Oxford ligt op ongeveer 239 m boven zeeniveau.

## Plaatsen in de nabije omgeving
De onderstaande figuur toont nabijgelegen plaatsen in een straal van 24 km rond Oxford.